# Jean Sarda
Pour les articles homonymes, voir Sarda (homonymie).
Pas d'image ? Cliquez ici

a Compétitions nationales et continentales officielles uniquement.

Jean Sarda, né le 13 juin 1941 à Béziers et mort le 7 octobre 2008 dans la même ville, est un joueur puis entraîneur de rugby à XV, qui a joué avec l'Association sportive de Béziers Hérault, évoluant au poste de trois-quarts centre.

## Carrière
Il joue une grande partie de sa carrière avec l'AS Béziers avec qui il remporte deux titres de champion de France en en 1971 et 1972. En 1984, il devient coentraîneur du Montpellier RC en compagnie de Jean Salas puis à partir de 1986 avec Alain Paco.

## Palmarès
- Vainqueur du championnat de France (Bouclier de Brennus) en 1971 et 1972
- Vainqueur du Challenge Yves du Manoir en 1964 et 1972
- Vainqueur du Bouclier d'automne 1970 et 1971